# Nuoto ai Giochi della XVII Olimpiade - 1500 metri stile libero maschili
La competizione dei 1500 metri stile libero maschili di nuoto ai Giochi della XVII Olimpiade si è svolta nei giorni 2 e 3 settembre 1960 allo stadio Olimpico del Nuoto di Roma.

## Programma
| Data        | Round      | Note                           |
| ----------- | ---------- | ------------------------------ |
| 2 settembre | 5 Batterie | I migliori 8 tempi alla finale |
| 3 settembre | Finale     |                                |

## Risultati

### Batterie
| Pos. | Atleta            | Nazione   | Tempo   | Posizione Finale |
| ---- | ----------------- | --------- | ------- | ---------------- |
| 1    | Tsuyoshi Yamanaka | Giappone  | 17'46"5 | 2                |
| 2    | Aubrey Bürer      | Sudafrica | 18'17"8 | 9                |
| 3    | Gerhard Hetz      | Germania  | 18'32"2 | 15               |
| 4    | Ilkka Suvanto     | Finlandia | 18'41"1 | 17               |
| 5    | Alfredo Guzmán    | Messico   | 19'11"1 | 21               |
| 6    | Paolo Galletti    | Italia    | 20'28"2 | 28               |
| 7    | Rainer Goltzsche  | Svizzera  | 20'45"1 | 30               |

| Pos. | Atleta           | Nazione       | Tempo   | Posizione Finale |
| ---- | ---------------- | ------------- | ------- | ---------------- |
| 1    | Alan Somers      | Stati Uniti   | 17'54"1 | 5                |
| 2    | Murray McLachlan | Sudafrica     | 18'09"9 | 8                |
| 3    | Masami Nakabo    | Giappone      | 18'30"4 | 14               |
| 4    | Bob Sreenan      | Gran Bretagna | 18'57"1 | 19               |
| 5    | Tin Maung Ni     | Birmania      | 19'09"8 | 20               |
| 6    | Slobodan Kićović | Jugoslavia    | 20'29"0 | 29               |

| Pos. | Atleta              | Nazione     | Tempo   | Posizione Finale |
| ---- | ------------------- | ----------- | ------- | ---------------- |
| 1    | George Breen        | Stati Uniti | 17'55"9 | 7                |
| 2    | Lars-Erik Bengtsson | Svezia      | 18'19"7 | 11               |
| 3    | Veljko Rogošić      | Jugoslavia  | 18'51"8 | 18               |
| 4    | Miguel Torres       | Spagna      | 19'21"8 | 23               |
| 5    | Massimo Rosi        | Italia      | 19'52"9 | 26               |
| 6    | András Bodnár       | Ungheria    | 20'22"2 | 27               |

| Pos. | Atleta             | Nazione       | Tempo   | Posizione Finale |
| ---- | ------------------ | ------------- | ------- | ---------------- |
| 1    | John Konrads       | Australia     | 17'52"0 | 3                |
| 2    | József Katona      | Ungheria      | 17'53"5 | 4                |
| 3    | Richard Campion    | Gran Bretagna | 17'54"8 | 6                |
| 4    | Hans-Ulrich Millow | Germania      | 18'22"7 | 12               |
| 5    | Mauricio Ocampo    | Messico       | 18'29"0 | 13               |
| 6    | Zakaria Nasution   | Indonesia     | 19'18"6 | 22               |

| Pos. | Atleta            | Nazione          | Tempo   | Posizione Finale |
| ---- | ----------------- | ---------------- | ------- | ---------------- |
| 1    | Murray Rose       | Australia        | 17'32"8 | 1                |
| 2    | Bana Sailani      | Filippine        | 18'18"8 | 10               |
| 3    | Gennady Androsov  | Unione Sovietica | 18'39"0 | 16               |
| 4    | Hans-Ulrich Dürst | Svizzera         | 19'21"9 | 24               |
| 5    | Eduardo de Sousa  | Portogallo       | 19'40"1 | 25               |

### Finale
| Pos.    | Atleta            | Nazione       | Tempo   |
| ------- | ----------------- | ------------- | ------- |
| Oro     | John Konrads      | Australia     | 17'19"6 |
| Argento | Murray Rose       | Australia     | 17'21"7 |
| Bronzo  | George Breen      | Stati Uniti   | 17'30"6 |
| 4       | Tsuyoshi Yamanaka | Giappone      | 17'34"7 |
| 5       | József Katona     | Ungheria      | 17'43"7 |
| 6       | Murray McLachlan  | Sudafrica     | 17'44"9 |
| 7       | Alan Somers       | Stati Uniti   | 18'02"8 |
| 8       | Richard Campion   | Gran Bretagna | 18'22"7 |